# Baskin (Name)
Baskin ist ein Name, der in mehreren Kulturkreisen vorkommt und als Familienname sowie Vorname Verwendung findet. Die genaue Herkunft und Bedeutung ist kontextabhängig.

## Herkunft und Bedeutung
Der Name kann sich je nach Region unterschiedlich entwickelt haben:
- Baskisch-französisch: Ableitung von basque – Bewohner des Baskenlands, eine an der Südspitze der Biskaya am Atlantik gelegene Region als Teil von Frankreich und Spanien
- Jiddisch (Ursprung in Belarus und der Ukraine): ein metronymischer Name, der mit dem slawischen Possessivsuffix "-in" gebildet wird, von dem weiblichen Vornamen Baske (eine Koseform von „Bath Seba“)
- Jüdisch-slawisch: patronymische Herkunft von Baske oder Basha – „Sohn der Baske“ bzw. „Sohn der Beschützerin“
- Irisch: anglisierte Form von Ó Baiscinn, abgeleitet vom Namen „Bascaoin“ (englisch fair of hand). Dieser Name stammt von einer historischen Bevölkerungsgruppe in West-County Clare
- Englisch-normannisch: vom mittelenglischen Basequin (einer Entlehnung aus dem Flämischen oder Picardischen) – eine Koseform von Base (altgermanisch für „purpur“; die Farbe lila) in Verbindung mit der Verkleinerungsform -kin; auch eine Koseform von Basile (altfranzösisch) ist denkbar.

## Verbreitung
Der Familienname Baskin ist international verbreitet:
- In den Vereinigten Staaten vor allem in Texas, Florida und New York
- In Israel insbesondere unter jüdisch-slawischer Herkunft
- In Russland und der Ukraine als Ableitung des Vornamens Baske
- In Kanada verbreitet durch jüdische Einwanderung
- In der Türkei gelegentlich durch von der Balkanhalbinsel in Südosteuropa stammende Namenslinien: heute primär als männlicher Vorname Baskın sowie als Wort für Überfall, Handstreich, Überrumpelung und Polizeirazzia.

In Deutschland ist der Name äußerst selten vorzufinden und meist durch Zuwanderung begründet.

## Varianten
Es gibt zahlreiche Schreibweisen und verwandte Namen:
- Direkt abgeleitete Varianten: Baskins, Buskin, Beskin, Basskin, Baskan, Bascine
- Ähnliche Familiennamen: Bassin, Raskin, Haskin, Laskin, Baskett, Baskum, Baskon

## Namensträger
- Alex Baskin, US-amerikanischer Komponist und Musikproduzent
- Burt Baskin (1913–1967), US-amerikanischer Unternehmer
- Carole Baskin (* 1961), US-amerikanische Tierrechtsaktivistin
- Eino Baskin (1929–2015), estnischer Schauspieler und Regisseur
- Elya Baskin (* 1950), US-amerikanischer Schauspieler
- Gil Baskin, israelischer Jazzbassist
- Gillian Baskin, britische Schauspielerin und Sängerin
- John Baskin (Drehbuchautor) (* 20. Jahrhundert), US-amerikanischer Drehbuchautor und Filmproduzent
- John Edward Baskin (* 1941), US-amerikanischer Schriftsteller; auch Jon Baskin

- Jonathan N. Baskin, US-amerikanischer Ichthyologe
- Leonard Baskin (1922–2000), US-amerikanischer Künstler
- Nora Raleigh Baskin (* 1961), US-amerikanische Kinder- und Jugendbuchautorin
- Richard Baskin (* 1948), US-amerikanischer Filmkomponist
- R. N. Baskin (1937–1918), US-amerikanischer Politiker, Bürgermeister von Salt Lake City
- Sonny Baskin (* 1957), US-amerikanischer Filmeditor
- Theodore Baskin (* 1950), US-amerikanischer Oboist
- Tracy Baskin (* 1965), US-amerikanischer Leichtathlet